# Terminal Aerodrome Forecast
Een Terminal Aerodrome Forecast (TAF) is een geschreven weersverwachting voor de luchtvaart. Een TAF bestaat uit codes die aangeven wat een luchtvarende kan verwachten qua weer voor de komende uren op een bepaalde locatie. Deze locaties zijn meestal grote internationale luchthavens.